# Rovskalbaggar
Rovskalbaggar (Adephaga) är en underordning i ordningen skalbaggar med över 40 000 beskrivna arter i tio familjer.

## Familjer
- Amphizoidae
- Aspidytidae
- bredhöftlöpare (Trachypachidae)
- dykare (Dytiscidae)
- grävdykare (Noteridae)
- jordlöpare (Carabidae)
  - underfamilj Cicindelinae eller som familj Cicindelidae
- hakbaggar (Rhysodidae)
- Meruidae
- vattentrampare (Haliplidae)
- virvelbaggar (Gyrinidae)